# Новосёлов, Борис Васильевич
Бори́с Васи́льевич Новосёлов (18 мая 1933, дер. Ежиха, Московская область — 11 февраля 2016, Ковров, Владимирская область) — советский и российский инженер-исследователь, общественный деятель, старший научный сотрудник научно-производственного комплекса ОАО «ВНИИ Сигнал» (1957—2016), доктор технических наук, заслуженный изобретатель РСФСР, заслуженный деятель науки РФ, заслуженный конструктор РФ.

## Биография
Родился 18 мая 1933 года в деревне Ежиха Московской области (ныне — в Тверской области) в семье агронома.
В 1951 году после окончания средней школы поступил в Ленинградский Военно-механический институт, который окончил с отличием в 1957 году по специальности «Автоматические приводы». Тогда же пришел работать в недавно образованный филиал Центрального научно-исследовательского института автоматики и гидравлики (с 1968 года Всесоюзный научно-исследовательский институт «Сигнал») в г. Коврове, где прошёл путь от инженера-исследователя до начальника научно-производственного комплекса — главного конструктора направления по созданию систем автоматического регулирования, в последние годы занимал пост советника директора «Сигнала».
С 1962 года совмещал основную работу с преподаванием сначала в учебно-консультационном пункте Всесоюзного заочного машиностроительного института, а затем в Ковровском технологическом институте.
Умер 11 февраля 2016 года в Коврове.

## Научная деятельность
В 1964 году защитил кандидатскую, в 1971 — докторскую диссертацию. В 1969 году утверждён ВАК в учёном звании старшего научного сотрудника, в 1979 — в звании профессора по кафедре «Приборы точной механики».
Создатель научной школы по разработке, исследованию, эксплуатации прецизионного высокодинамичного следящего привода, а также теории комбинированного регулирования таких систем. Исследовал вопросы использования механической передачи в качестве динамического звена следящего привода, которые потом были реализованы на практике.
Внедрял в серийное производство приводы наведения и стабилизации для объектов различного назначения.
Являлся членом ряда специализированных Учёных Советов вузов в городах Коврове, Иванове, Санкт-Петербурге, Владимире. Действительный член Международной Академии информатизации (1994), Академии инженерных наук Российской Федерации (1995).

### Книги
Приводится по каталогу РГБ
- Проектирование квазиоптимальных систем комбинированного регулирования / Б. В. Новосёлов. — Москва : Энергия, 1972. — 199 с. : черт.; 20 см.
- Автоматы-настройщики следящих систем / [Б. В. Новосёлов, Ю. С. Горохов, А. А. Кобзев, А. И. Щитов] ; Под ред. д-ра техн. наук Б. В. Новосёлова. — Москва : Энергия, 1975. — 264 с. : ил.; 25 см.
- Проектирование механических передач следящего привода : (Метод. рекомендации) / Владимир. обл. совет НТО, Владимир. политехн. ин-т, Дом техники НТО; [Б. В. Новосёлов, Д. В. Бушенин]. — Владимир : Владимир. обл. совет НТО, 1980. — 172 с. : ил.; 20 см.
- Теоретические основы систем автоматического управления : Учеб. пособие / Б. В. Новосёлов, В. И. Сухомлинов; Ковр. гос. технол. акад. — Ковров, 1997-. — 20 см.
  - Ч. 1. Линейные системы. — 1998. ISBN 5-86151-031-8.
  - Ч. 2: Нелинейные системы. — 1998. — 67 с. : ил.; ISBN 5-86151-066-0
  - Ч. 3: Импульсные системы / Б. В. Новосёлов, В. И. Платанный. — 1998. — 79 с. : ил.; ISBN 5-86151-059-8
- Введение в специальность «Управление и информатика в технических системах» : Учеб. пособие / Б. В. Новосёлов; М-во образования Рос. Федерации. Ковров. гос. технол. акад. — Ковров : Ковров. гос. технол. акад., 2001. — 59 с. : ил., табл.; 20 см; ISBN 5-86151-019-9

Воспоминания и летописи
- Военмеховцы в Коврове, 1932—2006 гг. / [редкол.: Б. В. Новосёлов (гл. ред. и сост.) и др.]. — Ковров : Знамя труда, 2006. — 274, [1] с. : ил., портр., факс.; 22 см; ISBN 5-902644-14-3
- «Сигнал» начинался с приводов, 1954—2006 гг. / [сост. и гл. ред.: Б. В. Новосёлов]. — Ковров : Знамя труда, 2006. — 167, [1] с. : ил., портр.; 21 см; ISBN 5-902644-13-5
- Военмеховцы Коврова о Д. Ф. Устинове / [Борис Васильевич Новосёлов]. — Ковров, Владимирская обл. : Знамя труда, 2008. — 142, [1] с. : ил., портр., факс.; 21 см; ISBN 978-5-902644-17-0

## Общественная деятельность
С 1975 по 1990 год возглавлял городское отделение общества «Знание».
С 1977 по 1990 год избирался депутатом Ковровского городского Совета народных депутатов нескольких созывов.

## Награды
- Орден Трудового Красного Знамени
- Медаль «За трудовую доблесть»
- Медаль «В ознаменование 100-летия со дня рождения Владимира Ильича Ленина»
- Медаль «Ветеран труда»
- медали:
  - имени К. Э. Циолковского;
  - имени академика Н. А. Пилюгина;
  - имени академика А. Д. Надирадзе;
  - имени академика С. П. Королёва;
  - Серебряная медаль ВДНХ;
  - «Лауреат ВВЦ»;
  - имени В. А. Дегтярёва;
- «Во славу русского оружия».

### Почетные звания и знаки
- Заслуженный изобретатель РСФСР
- Заслуженный деятель науки Российской Федерации
- Заслуженный конструктор Российской Федерации
- Звания:
  - Лучший изобретатель Владимирской области
  - Почётный работник промышленности вооружений
- Знаки:
  - Победитель социалистического соревнования (1976)
  - Ударник IX пятилетки
  - Отличник изобретательства и рационализации (1973, 1975)
  - «За активную работу» Всесоюзного общества «Знание»
  - В ознаменование 100-летия со дня рождения Д. Ф. Устинова
- Почётный гражданин города Коврова (2002)
- Первая премия в номинации «Лучшее предприятие-соисполнитель» Национальной премии «Золотая идея» (2006, в составе авторского коллектива)
- Премия имени С. И. Мосина (2008).

## Память
- Памяти Б. В. Новоселова была посвящена Всероссийская научно-техническая конференция «Навигация-2017» в г. Суздале[2]
- 15.12.2017 в канун дня рождения Б. В. Новосёлова на одном из корпусов ВНИИ «Сигнал» была открыта памятная доска в честь «выдающегося учёного, преподавателя и краеведа»[3].